# Xã Fairfield, Quận Columbiana, Ohio
Xã Fairfield (tiếng Anh: Fairfield Township) là một xã thuộc các quận Columbiana và Mahoning, tiểu bang Ohio, Hoa Kỳ. Năm 2010, dân số của xã này là 10.556 người.